# Gnomibidion
Gnomibidion is een kevergeslacht uit de familie van de boktorren (Cerambycidae). De wetenschappelijke naam van het geslacht werd voor het eerst geldig gepubliceerd in 1968 door Martins.

## Soorten
Gnomibidion omvat de volgende soorten:
- Gnomibidion araujoi (Martins, 1962)
- Gnomibidion armaticolle (Martins, 1965)
- Gnomibidion biacutum Martins, 1968
- Gnomibidion cylindricum (Thomson, 1865)
- Gnomibidion denticolle (Dalman, 1823)
- Gnomibidion digrammum (Bates, 1870)
- Gnomibidion flavum Martins & Galileo, 2007
- Gnomibidion fulvipes (Thomson, 1865)
- Gnomibidion occultum Martins, 1968
- Gnomibidion translucidum (Martins, 1960)
- Gnomibidion variabile Martins & Galileo, 2003